# Planeta gigante

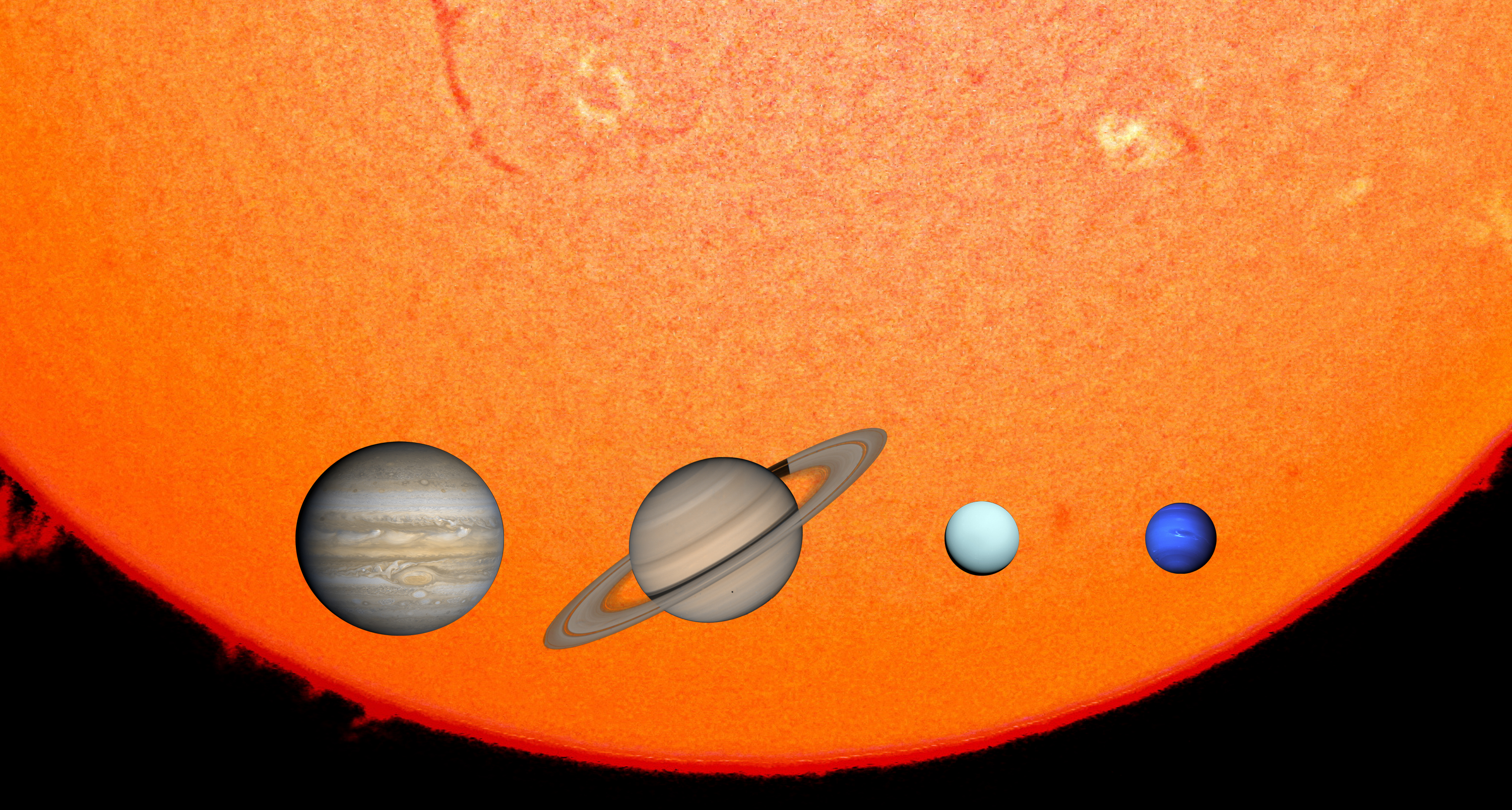
Los cuatro planetas gigantes del Sistema Solar contra el Sol, a escala

Masas relativas de los planetas gigantes del Sistema Solar exterior

Un planeta gigante es cualquier planeta mucho más grande que la Tierra. Por lo general, se componen principalmente de materiales de bajo punto de ebullición (gases o hielos), en lugar de roca u otra materia sólida, pero también pueden existir planetas sólidos masivos. Hay cuatro planetas gigantes conocidos en el Sistema Solar: Júpiter, Saturno, Urano y Neptuno. Muchos gigantes planetas extrasolares han sido identificados orbitando otras estrellas.
Los planetas gigantes a veces también se llaman planetas jovianos, después de Júpiter ("Jove" es otro nombre para el dios romano "Júpiter"). También se les conoce a veces como gigantes gaseosos. Sin embargo, muchos astrónomos ahora aplican este último término solo a Júpiter y Saturno, clasificando a Urano y Neptuno, que tienen diferentes composiciones, como gigantes de hielo. Ambos nombres son potencialmente engañosos: todos los planetas gigantes consisten principalmente de fluidos por encima de sus puntos críticos, donde no existen distintas fases de gas y líquido. Los componentes principales son el hidrógeno y el helio en el caso de Júpiter y Saturno, y el agua, el amoníaco y el metano en el caso de Urano y Neptuno.
Las diferencias definitorias entre una enana marrón de muy poca masa y un gigante gaseoso (~ 13 MJ) se debate. Una escuela de pensamiento se basa en la formación; el otro, sobre la física del interior. Parte del debate se refiere a si las enanas marrones deben, por definición, haber experimentado una fusión nuclear en algún momento de su historia.

## Terminología
El término gigante de gas fue acuñado en 1952 por el escritor de ciencia ficción James Blish y originalmente se usó para referirse a todos los planetas gigantes. Podría decirse que es un nombre poco apropiado, porque en la mayor parte del volumen de estos planetas, la presión es tan alta que la materia no está en forma gaseosa. Aparte de los sólidos en el núcleo y las capas superiores de la atmósfera, toda la materia está por encima del punto crítico, donde no hay distinción entre líquidos y gases. Planeta fluido sería un término más preciso. Júpiter también tiene hidrógeno metálico cerca de su centro, pero gran parte de su volumen es hidrógeno, helio y rastros de otros gases por encima de sus puntos críticos. Las atmósferas observables de todos estos planetas (a una profundidad óptica inferior a la unidad) son bastante delgadas en comparación con sus radios, y solo se extienden aproximadamente un uno por ciento del camino hacia el centro. Por lo tanto, las partes observables son gaseosas (en contraste con Marte y la Tierra, que tienen atmósferas gaseosas a través de las cuales se puede ver la corteza).
El término, más bien engañoso, se ha popularizado porque los científicos planetarios suelen usar roca, gas y hielo como abreviaturas para las clases de elementos y compuestos que comúnmente se encuentran como constituyentes planetarios, independientemente de la fase en que aparezca la materia. En el Sistema Solar exterior, el hidrógeno y helio se conocen como gases; El agua, el metano y el amoniaco como helados; y silicatos y metales como roca. Cuando se consideran los interiores planetarios profundos, puede no estar muy lejos decir que, para los astrónomos hielo significa oxígeno y carbono, por roca significa silicio, y por el gas que significa hidrógeno y helio. Las muchas formas en que Urano y Neptuno difieren de Júpiter y Saturno han llevado a algunos a usar el término solo para los planetas similares a los dos últimos. Con esta terminología en mente, algunos astrónomos han comenzado a referirse a Urano y Neptuno como gigantes helados para indicar el predominio de los helados (en forma fluida) en su composición interior..
El término alternativo planeta joviano se refiere al dios romano Júpiter, cuya forma genitiva es Jovis, por lo tanto joviana, y tenía la intención de indicar que todos estos planetas eran similares a Júpiter.
Los objetos lo suficientemente grandes para iniciar la fusión de deuterio (más de 13 masas de Júpiter para la composición solar) se denominan enanas marrones, y ocupan el rango de masa entre los planetas gigantes grandes y las estrellas de menor masa. El corte de 13-masa de Júpiter (MJ) es una regla general en lugar de algo de significado físico preciso. Los objetos más grandes quemarán la mayor parte de su deuterio y los más pequeños quemarán solo un poco, y los 13 MJ el valor está en algún punto intermedio. La cantidad de deuterio quemado depende no solo de la masa sino también de la composición del planeta, especialmente de la cantidad de helio y deuterio presentes. La Enciclopedia de planetas extrasolares incluye objetos de hasta 25 masas de Júpiter y Exoplanet Data Explorer hasta 24 masas de Júpiter.

## Descripción

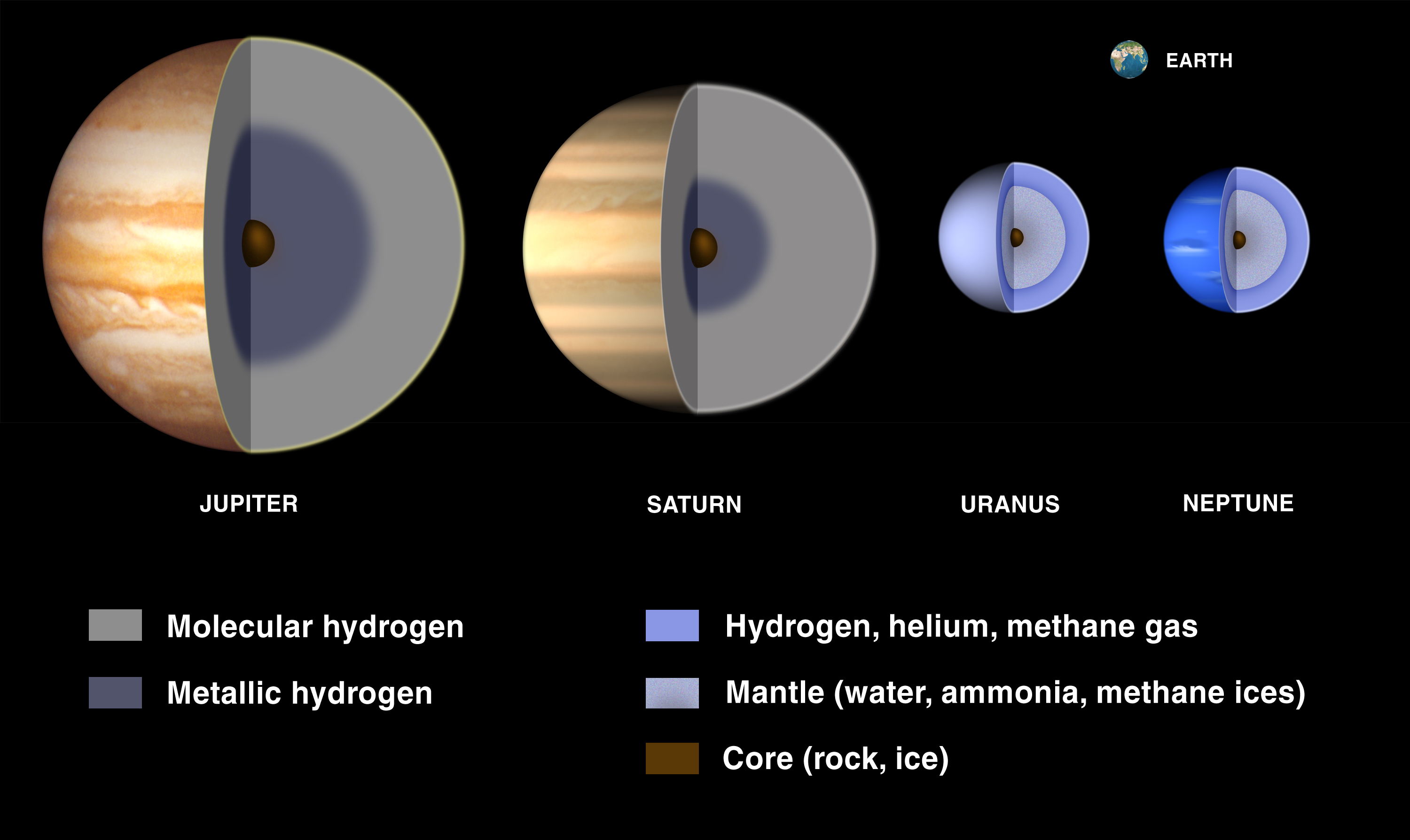
Estos cortes ilustra modelos interiores de los planetas gigantes. Júpiter se muestra con un núcleo rocoso cubierto por una capa profunda de hidrógeno metálico.

Un planeta gigante es un planeta masivo y tiene una espesa atmósfera de hidrógeno y helio. Pueden tener un denso núcleo fundido de elementos rocosos, o el núcleo puede haberse disuelto y dispersarse completamente por todo el planeta si el planeta está lo suficientemente caliente. En planetas gigantes "tradicionales" como Júpiter y Saturno (los gigantes gaseosos), el hidrógeno y el helio constituyen la mayor parte de la masa del planeta, mientras que solo forman una envoltura externa en Urano y Neptuno, que en su mayoría están compuestas de agua, amoniaco. , y el metano y por lo tanto cada vez más referido como "gigantes helados".
Los planetas gigantes extrasolares que orbitan muy cerca de sus estrellas son los exoplanetas más fáciles de detectar. Estos se llaman Jupiters calientes y Neptunos calientes porque tienen temperaturas superficiales muy altas. Los Júpiter calientes fueron, hasta la llegada de los telescopios espaciales, la forma más común de exoplanetas conocida, debido a la relativa facilidad de detectarlos con instrumentos terrestres.
Comúnmente, se dice que los planetas gigantes carecen de superficies sólidas, pero es más exacto decir que carecen de superficies por completo, ya que los gases que las constituyen simplemente se vuelven cada vez más delgados a medida que se alejan de los centros de los planetas, y eventualmente se vuelven indistinguibles del medio interplanetario. Por lo tanto, aterrizar en un planeta gigante puede o no ser posible, dependiendo del tamaño y la composición de su núcleo.

## Subtipos
Los gigantes gasistas consisten mayoritariamente de hidrógeno y helio. Los gigantes gasistas del Sistema Solar, Júpiter y Saturno, tiene los elementos más pesados que hacen entre 3 y 13 % de su masa. Se cree que los gigantes gaseosos consisten en una capa externa de hidrógeno molecular, que rodea una capa de hidrógeno metálico líquido, con un probable núcleo fundido con una composición rocosa.
La porción más externa de la atmósfera de hidrógeno de Júpiter y Saturno tiene muchas capas de nubes visibles que están compuestas principalmente por agua y amoníaco. La capa de hidrógeno metálico constituye la mayor parte de cada planeta, y se conoce como "metálico" porque la presión muy alta convierte el hidrógeno en un conductor eléctrico. Se cree que el núcleo consiste en elementos más pesados a temperaturas tan altas (20 000 K) y presiones que sus propiedades son poco conocidas.

### Gigantes helados
Los gigantes de hielo tienen composiciones interiores claramente diferentes de los gigantes de gas. Los gigantes de hielo del Sistema Solar, Urano y Neptuno, tienen una atmósfera rica en hidrógeno que se extiende desde la cima de las nubes hasta aproximadamente el 80 % (Urano) o el 85 % (Neptuno) de su radio. Debajo de esto, están predominantemente "helados", es decir, consisten principalmente de agua, metano y amoníaco. También hay algo de roca y gas, pero varias proporciones de hielo-roca-gas podrían imitar el hielo puro, por lo que se desconocen las proporciones exactas..
Urano y Neptuno tienen capas atmosféricas muy nebulosas con pequeñas cantidades de metano, que les dan colores de color aguamarina; Azul claro y ultramar respectivamente. ambos tienen campos magnéticos que están fuertemente inclinados a sus ejes de rotación.
A diferencia de los otros planetas gigantes, Urano tiene una inclinación extrema que hace que sus estaciones sean severamente pronunciadas. Los dos planetas también tienen otras diferencias sutiles pero importantes. Urano tiene más hidrógeno y helio que Neptuno a pesar de ser menos masivo en general. Por lo tanto, Neptuno es más denso y tiene mucho más calor interno y una atmósfera más activa. El modelo de Niza, de hecho, sugiere que Neptuno se formó más cerca del Sol que Urano, y por lo tanto debería tener elementos más pesados.

### Planetas sólidos masivos
También pueden existir planetas sólidos masivos. Por ejemplo, Kepler-10c está compuesto principalmente de roca con posiblemente hasta un 20 % de hielo de agua a alta presión, pero tiene una envoltura dominada por el hidrógeno.
Planetas sólidos de hasta miles de masas terrestres pueden formarse alrededor de estrellas masivas (estrellas tipo B y tipo O; 5–120 masas solares), donde el disco protoplanetario contendría suficientes elementos pesados. Además, estas estrellas tienen una alta radiación UV y vientos que podrían fotoevaporar el gas en el disco, dejando solo los elementos pesados. A modo de comparación, la masa de Neptuno es igual a 17 masas terrestres, Júpiter tiene 318 masas terrestres y el límite de 13 masas de Júpiter utilizado en la definición de trabajo de la IAU de un exoplaneta equivale a aproximadamente 4000 masas terrestres.

## Planetas gigantes extrasolares
Debido a las técnicas limitadas disponibles actualmente para detectar exoplanetas, muchos de los encontrados hasta la fecha han sido de un tamaño asociado, en el Sistema Solar, con planetas gigantes. Debido a que se deduce que estos planetas grandes comparten más en común con Júpiter que con los otros planetas gigantes, algunos han afirmado que "planeta joviano" es un término más preciso para ellos. Muchos de los exoplanetas están mucho más cerca de sus estrellas progenitoras y, por lo tanto, mucho más calientes que los planetas gigantes en el Sistema Solar, lo que hace posible que algunos de esos planetas sean un tipo que no se observa en el Sistema Solar. Considerando la abundancia relativa de los elementos en el universo (aproximadamente 98 % de hidrógeno y helio) sería sorprendente encontrar un planeta predominantemente rocoso más masivo que Júpiter. Por otro lado, los modelos de formación del sistema planetario han sugerido que se impediría que los planetas gigantes se formen tan cerca de sus estrellas como se ha observado que muchos de los planetas gigantes extrasolares orbitan.

## Atmósferas
Las bandas que se ven en la atmósfera de Júpiter se deben a corrientes de circulación en contra del material llamadas zonas y cinturones, que rodean el planeta en paralelo a su ecuador. Las zonas son las bandas más claras y están en altitudes más altas en la atmósfera. Tienen una corriente ascendente interna y son regiones de alta presión. Los cinturones son las bandas más oscuras, están más bajos en la atmósfera y tienen una corriente descendente interna. Son regiones de baja presión. Estas estructuras son algo análogas a las células de alta y baja presión en la atmósfera de la Tierra, pero tienen una estructura muy diferente: bandas latitudinales que rodean todo el planeta, en oposición a las pequeñas células de presión confinadas. Esto parece ser el resultado de la rápida rotación y la simetría subyacente del planeta. No hay océanos ni masas terrestres que causen el calentamiento local y la velocidad de rotación es mucho mayor que la de la Tierra.
También hay estructuras más pequeñas: manchas de diferentes tamaños y colores. En Júpiter, la característica más notable es la Gran Mancha Roja, que ha estado presente durante al menos 300 años. Estas estructuras son enormes tormentas. Algunos de estos puntos son también truenos..